# HD 167304
HD 167304，又名BD+41 3011，SAO 47305、HR 6824，是一颗恒星，视星等为6.36，位于銀經68.35，銀緯24.38，其B1900.0坐标为赤經18h 9m 31.9s，赤緯+41° 24.38′ 16″。